# ستيف مورو
ستيف مورو (بالإنجليزية: Steve Morrow)‏ (2 يوليو 1970 ببلفاست في المملكة المتحدة - ) هو مدرب كرة قدم ولاعب كرة قدم أيرلندي شمالي في مركز الدفاع. شارك مع منتخب أيرلندا الشمالية لكرة القدم. أما مع النوادي، فقد لعب مع كوينز بارك رينجرز ونادي أرسنال ونادي بارنت ونادي بيتربورو يونايتد ونادي دالاس ونادي ريدنغ ونادي واتفورد.

## وصلات خارجية
- ستيف مورو على موقع IMDb (الإنجليزية)

- ستيف مورو على موقع قاعدة بيانات كرة القدم.إي يو (الإنجليزية)
- ستيف مورو على موقع ناشيونال فوتبول تيمز (الإنجليزية)
- ستيف مورو على موقع Soccerbase.com (لاعب) (الإنجليزية)
- ستيف مورو على موقع عالم كرة القدم.نت (الإنجليزية)